# Eucalyptus acaciiformis
Eucalyptus acaciiformis (лат.) — дерево, вид рода Эвкалипт (Eucalyptus) семейства Миртовые (Myrtaceae), эндемик Северного плоскогорья Нового Южного Уэльса. Растение с грубой волокнистой корой, ланцетовидными листьями, белыми цветами и плодами от чашевидной до колокольчатой формы. Растёт на гребнях и горных склонах на бедных неглубоких почвах.

## Ботаническое описание

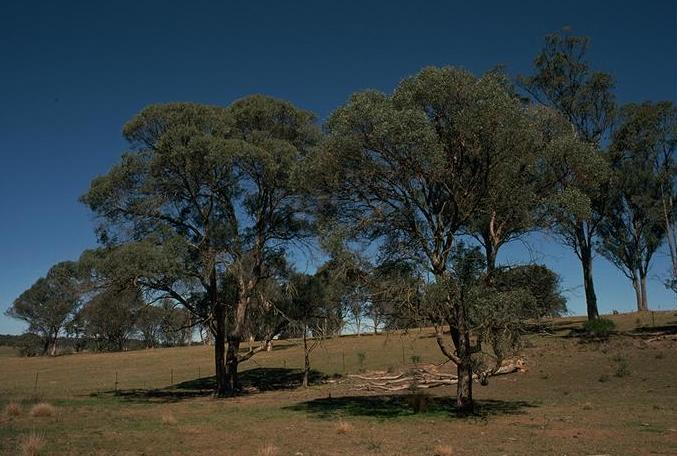
E. acaciiformis в природе

Eucalyptus acaciiformis — дерево высотой 2,5-10 м с грубой, волокнистой или волокнистой корой от серого до серо-коричневого цвета. Листья на молодых растениях эллиптической формы, 20-45 мм в длину и 5-15 мм в ширину. Взрослые листья от тускло-зелёного до серо-зелёного цвета с обеих сторон, ланцетные, 50-120 мм в длину и 10-15 мм в ширину на черешке длиной 6-18 мм. Цветки расположены группами до семи в пазухах листьев на цветоносе длиной 2-6 мм. Цветок находится на цветоножке длиной 1-3 мм. Бутоны от овальных до веретенообразных, 3-5 мм в длину, 2-3 мм в ширину, тычинки белые. Цветёт в декабре и январе. Плоды — в форме чаши или колокольчика, 3-4 мм в длину и 3-6 мм в ширину.

Eucalyptus acaciiformis
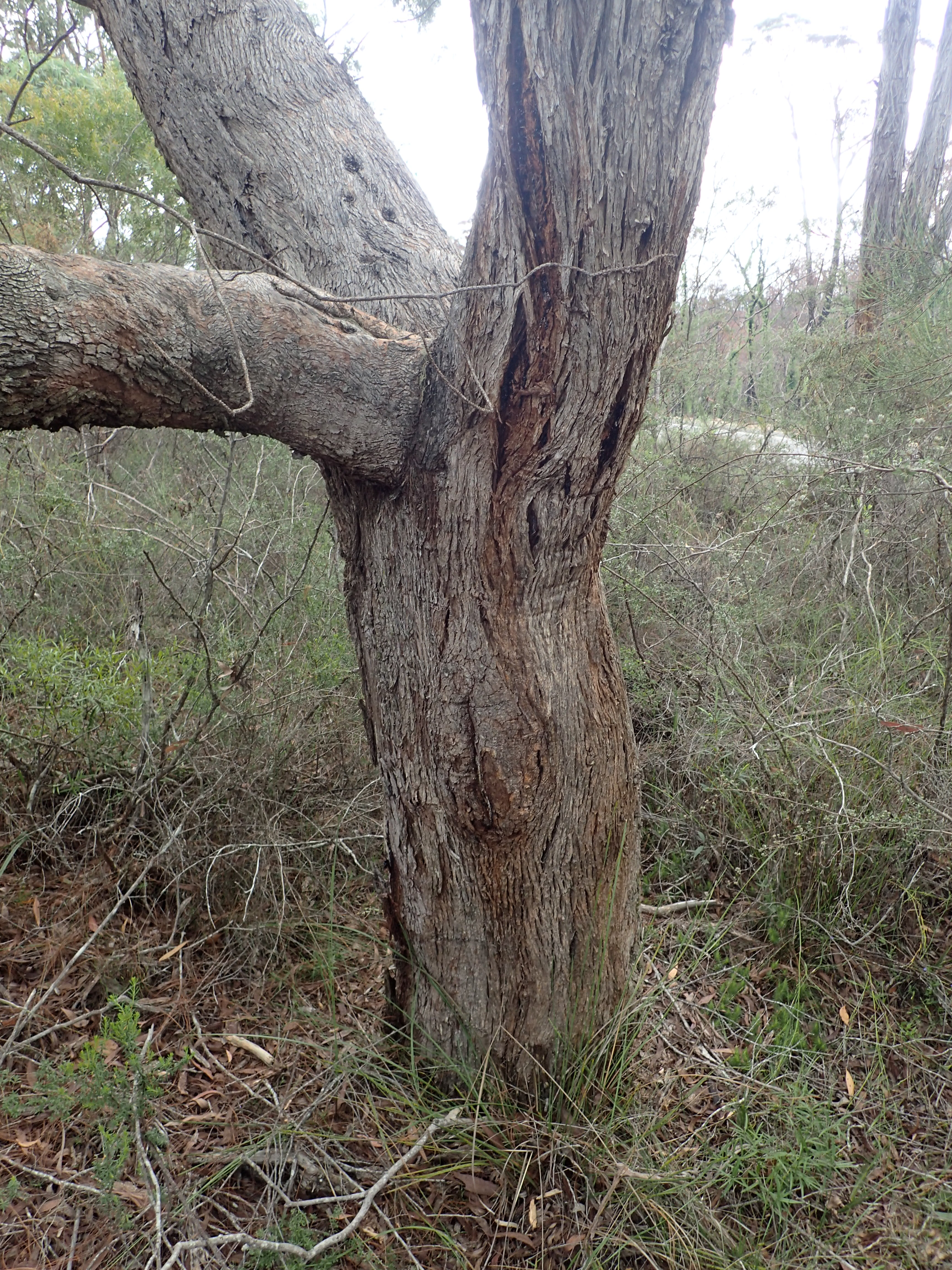
Кора
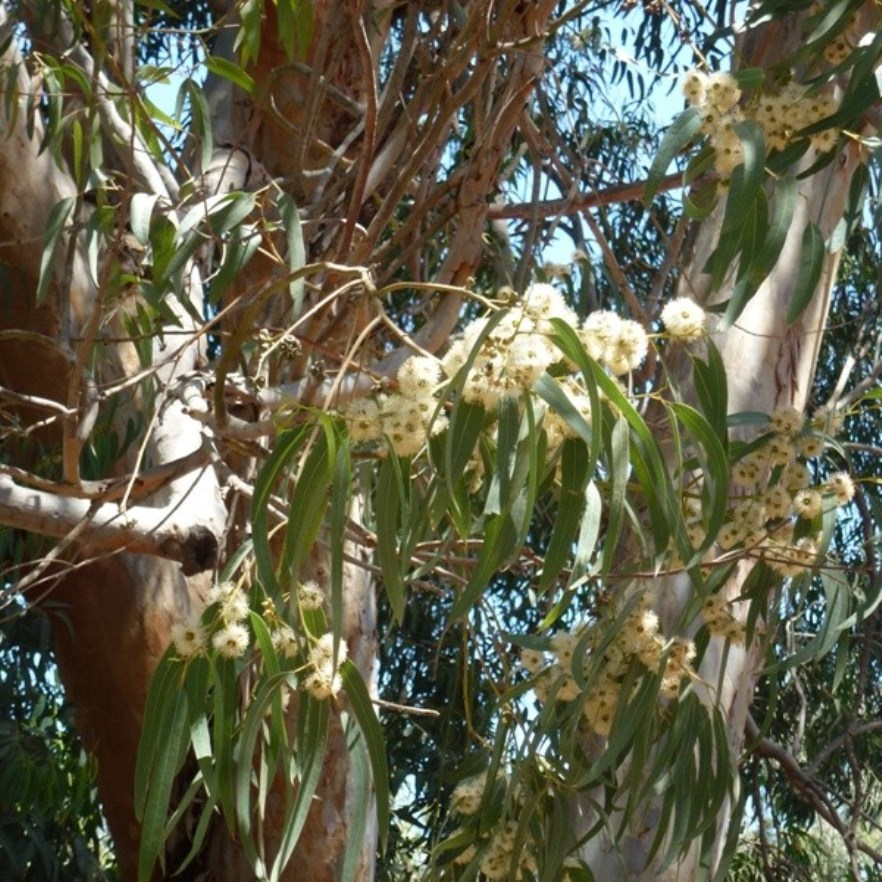
Соцветия
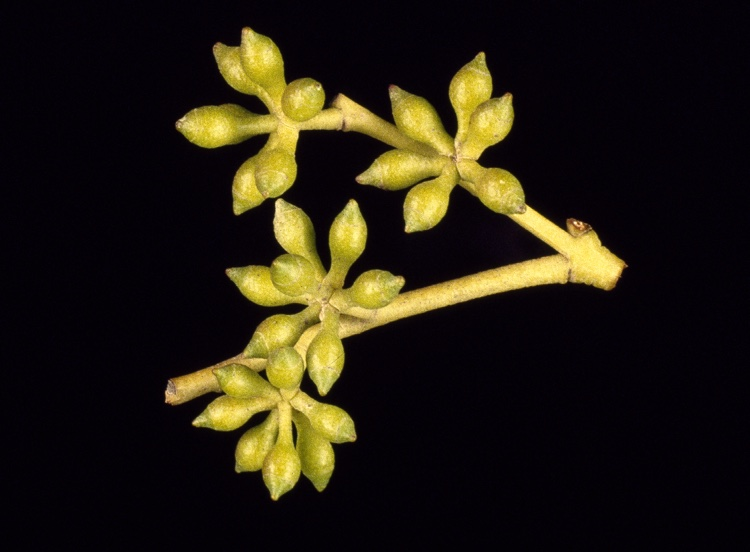
Цветочные бутоны
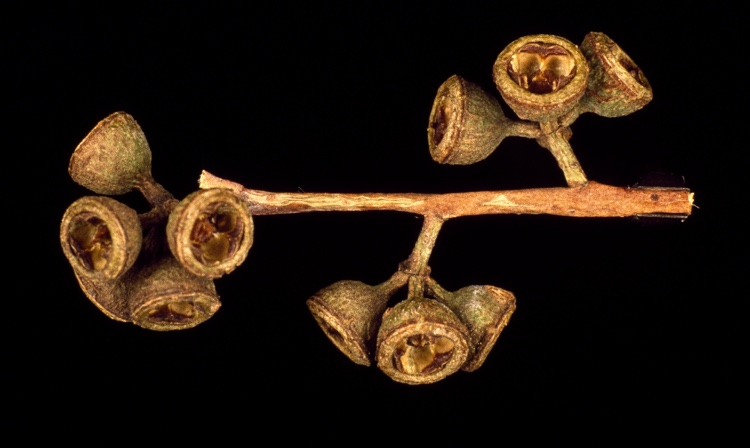
Плоды

## Таксономия
Вид Eucalyptus acaciiformis был впервые официально описан в 1899 году Генри Дином и Джозефом Мэйденом, которые опубликовали описание в Proceedings of the Linnean Society of New South Wales. Видовой эпитет — acaciiformis — относится к сходству листьев этого вида с листьями некоторых представителей рода Acacia, окончание -formis является латинским суффиксом, означающим «форма».

## Распространение и местообитание
Эндемик штата Новый Южный Уэльс в Австралии. Встречается на Северных плоскогорьях к северу от Новендока и почти до границы с Квинслендом. Растёт на бедных и неглубоких почвах на склонах и гребнях, в основном в лесах.

## Охранный статус
Международный союз охраны природы классифицирует природоохранный статус вида как «вызывающий наименьшие опасения».